# Ceroctis amphibia
Ceroctis amphibia es una especie de coleóptero de la familia Meloidae.

## Distribución geográfica
Habita en Angola.